# Andres Araiz Martínez
Andrés Araiz Martínez, conegut com a Andres Araiz (Saragossa, Aragó, 30 de novembre de 1901 - [...?], 1982) fou un musicòleg i compositor espanyol.
En 1933 ja era referenciat a la premsa del moment com a responsable musical d'una sarsuela que portà per nom «La cortesana». Fundà i dirigí l'orquestra de Cambra de Saragossa i fou director del Conservatori de Música de Saragossa, a més de professor d'estètica i història de la música en aquesta institució. Publicà nombrosos estudis sobre investigació musical i folklore, com Història de la música religiosa en España en 1942, "amb la intenció de retre homenatge als músics religiosos espanyols de totes les èpoques", i un estudi històric i crític sobre la jota. També fou autor de la «Rapsodia Somontana».